# 釜石市

釜石市中心部周辺の空中写真。2013年9月20日撮影の46枚を合成作成。
。

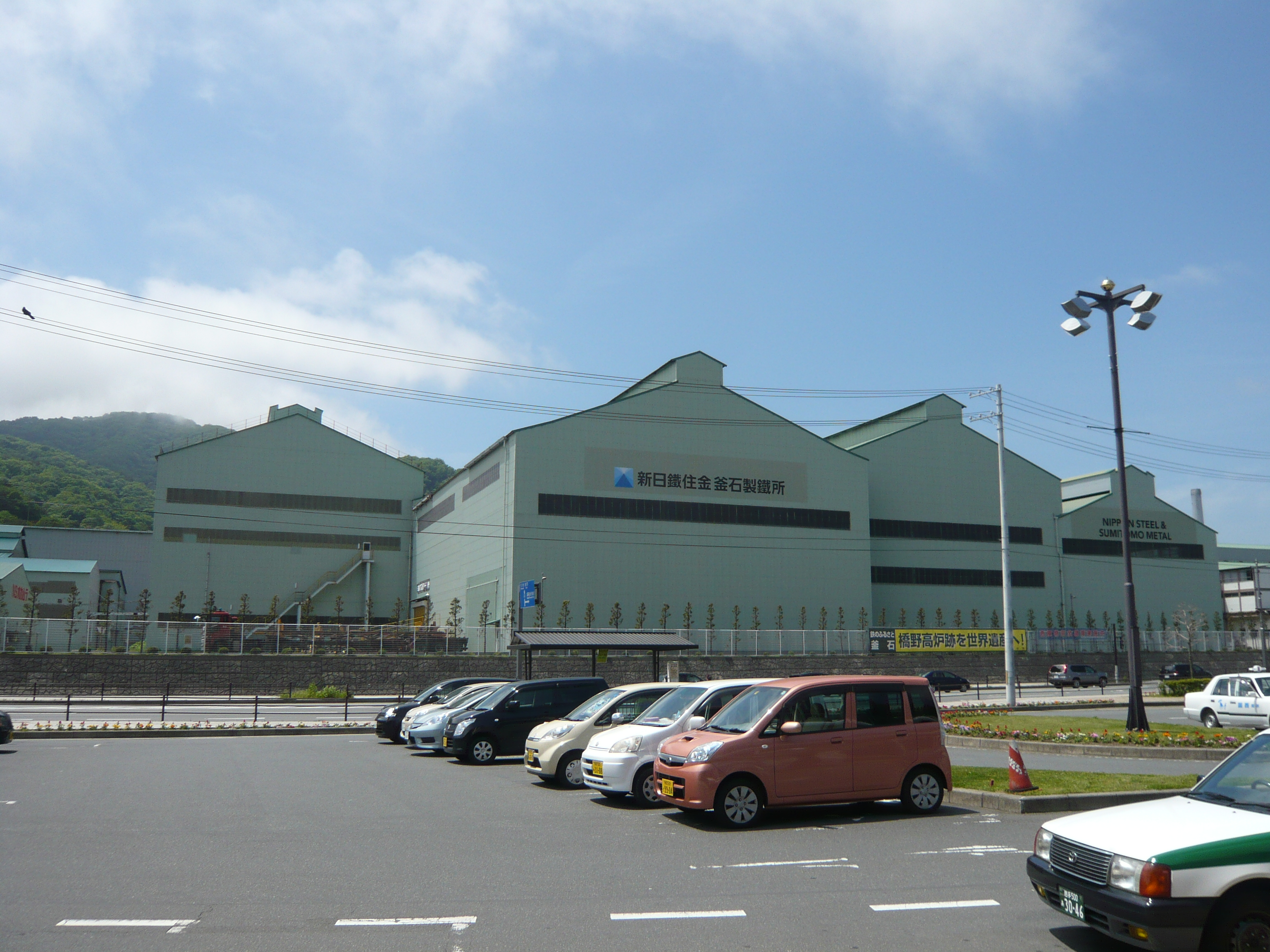
釜石製鐵所（現・北日本製鉄所釜石地区）（2013年6月1日）

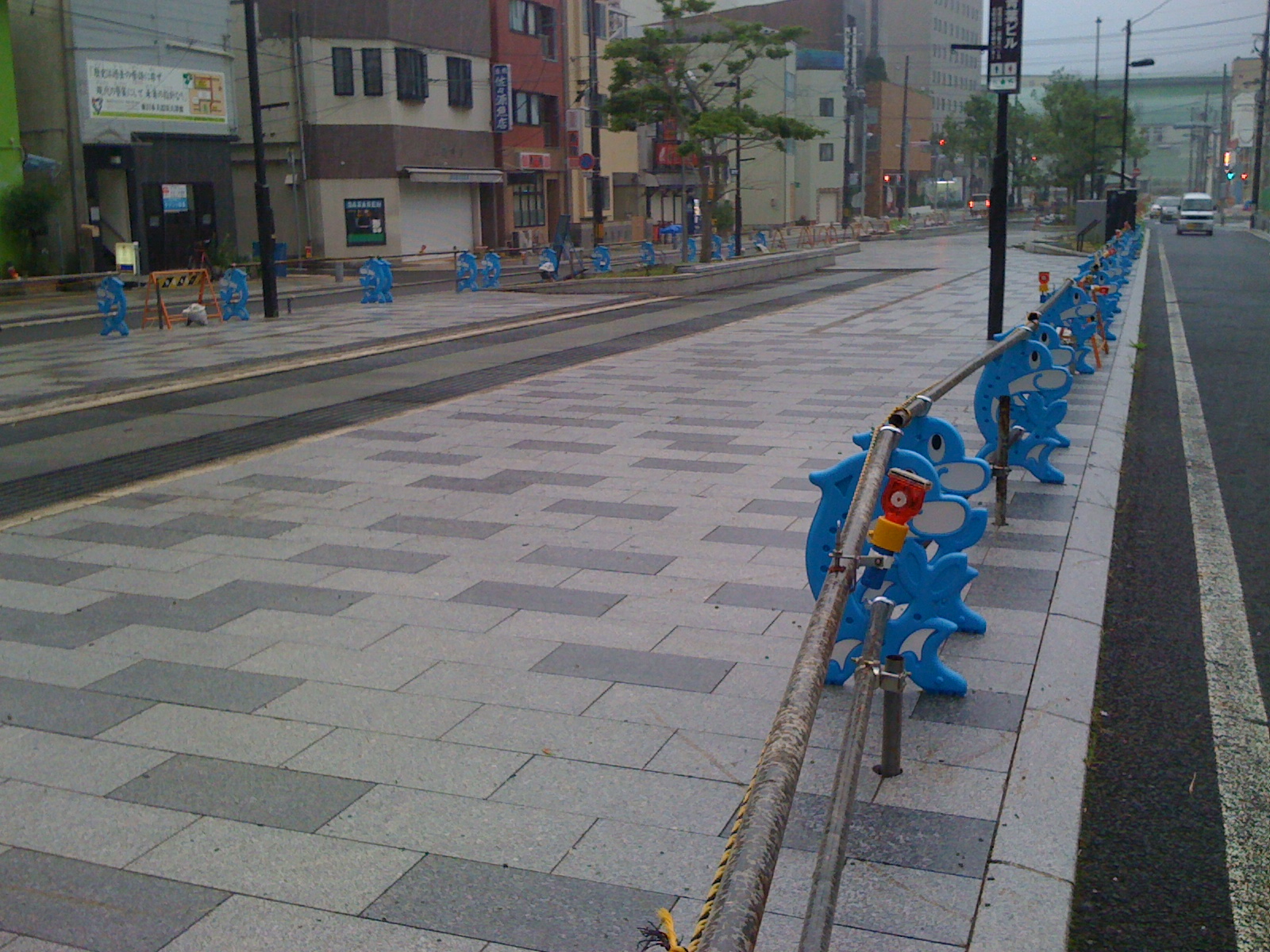
釜石市の街並み

釜石市（かまいしし）は、岩手県南東部、三陸海岸の中心に位置する市。旧上閉伊郡、気仙郡。世界三大漁場の一つである北西太平洋漁場の一角をなす三陸漁場と典型的なリアス式海岸を持つ。
日本の近代製鉄業発祥の地であり、最盛期の人口は9万人を超えた。

## 地理
西を松倉山や仙磐山などの北上山地に囲まれ、東を太平洋に囲まれている。平野部は少なく、可住地面積も多くない。

### 気候
夏はやませの影響を受けるが、フェーン現象によって暖められた風が北上山地から吹き降ろすことにより、県内で最も高い気温を記録することがある。厳暑となった2015年の7月から8月上旬には、東北北部としては珍しく、38℃を超える気温を2回観測した。
| 釜石（ 盛岡地方気象台・1991 - 2020年平均）の気候 | 釜石（ 盛岡地方気象台・1991 - 2020年平均）の気候 | 釜石（ 盛岡地方気象台・1991 - 2020年平均）の気候 | 釜石（ 盛岡地方気象台・1991 - 2020年平均）の気候 | 釜石（ 盛岡地方気象台・1991 - 2020年平均）の気候 | 釜石（ 盛岡地方気象台・1991 - 2020年平均）の気候 | 釜石（ 盛岡地方気象台・1991 - 2020年平均）の気候 | 釜石（ 盛岡地方気象台・1991 - 2020年平均）の気候 | 釜石（ 盛岡地方気象台・1991 - 2020年平均）の気候 | 釜石（ 盛岡地方気象台・1991 - 2020年平均）の気候 | 釜石（ 盛岡地方気象台・1991 - 2020年平均）の気候 | 釜石（ 盛岡地方気象台・1991 - 2020年平均）の気候 | 釜石（ 盛岡地方気象台・1991 - 2020年平均）の気候 | 釜石（ 盛岡地方気象台・1991 - 2020年平均）の気候 |
| 月                                               | 1月                                              | 2月                                              | 3月                                              | 4月                                              | 5月                                              | 6月                                              | 7月                                              | 8月                                              | 9月                                              | 10月                                             | 11月                                             | 12月                                             | 年                                               |
| ------------------------------------------------ | ------------------------------------------------ | ------------------------------------------------ | ------------------------------------------------ | ------------------------------------------------ | ------------------------------------------------ | ------------------------------------------------ | ------------------------------------------------ | ------------------------------------------------ | ------------------------------------------------ | ------------------------------------------------ | ------------------------------------------------ | ------------------------------------------------ | ------------------------------------------------ |
| 最高気温記録 °C （°F）                           | 15.9 (60.6)                                      | 20.4 (68.7)                                      | 24.7 (76.5)                                      | 31.3 (88.3)                                      | 34.7 (94.5)                                      | 37.8 (100)                                       | 38.4 (101.1)                                     | 38.8 (101.8)                                     | 36.4 (97.5)                                      | 31.4 (88.5)                                      | 26.6 (79.9)                                      | 23.0 (73.4)                                      | 38.8 (101.8)                                     |
| 平均最高気温 °C （°F）                           | 5.3 (41.5)                                       | 5.9 (42.6)                                       | 9.3 (48.7)                                       | 14.9 (58.8)                                      | 19.6 (67.3)                                      | 22.1 (71.8)                                      | 25.5 (77.9)                                      | 27.5 (81.5)                                      | 24.4 (75.9)                                      | 19.4 (66.9)                                      | 14.0 (57.2)                                      | 8.1 (46.6)                                       | 16.4 (61.5)                                      |
| 日平均気温 °C （°F）                             | 1.3 (34.3)                                       | 1.6 (34.9)                                       | 4.5 (40.1)                                       | 9.6 (49.3)                                       | 14.4 (57.9)                                      | 17.6 (63.7)                                      | 21.4 (70.5)                                      | 23.2 (73.8)                                      | 19.9 (67.8)                                      | 14.3 (57.7)                                      | 8.8 (47.8)                                       | 3.8 (38.8)                                       | 11.7 (53.1)                                      |
| 平均最低気温 °C （°F）                           | −2.4 (27.7)                                      | −2.4 (27.7)                                      | 0.0 (32)                                         | 4.7 (40.5)                                       | 9.8 (49.6)                                       | 13.9 (57)                                        | 18.2 (64.8)                                      | 19.8 (67.6)                                      | 16.2 (61.2)                                      | 10.0 (50)                                        | 4.1 (39.4)                                       | −0.1 (31.8)                                      | 7.7 (45.9)                                       |
| 最低気温記録 °C （°F）                           | −11.4 (11.5)                                     | −12.9 (8.8)                                      | −9.2 (15.4)                                      | −4.2 (24.4)                                      | 0.3 (32.5)                                       | 3.1 (37.6)                                       | 8.3 (46.9)                                       | 9.9 (49.8)                                       | 6.2 (43.2)                                       | 0.0 (32)                                         | −4.9 (23.2)                                      | −10.1 (13.8)                                     | −12.9 (8.8)                                      |
| 降水量 mm （inch）                               | 63.1 (2.484)                                     | 52.0 (2.047)                                     | 112.3 (4.421)                                    | 128.0 (5.039)                                    | 153.3 (6.035)                                    | 177.6 (6.992)                                    | 180.9 (7.122)                                    | 205.1 (8.075)                                    | 253.9 (9.996)                                    | 197.4 (7.772)                                    | 91.6 (3.606)                                     | 71.8 (2.827)                                     | 1,693.2 (66.661)                                 |
| 平均月間日照時間                                 | 150.3                                            | 150.8                                            | 172.2                                            | 186.4                                            | 188.1                                            | 152.3                                            | 138.1                                            | 156.6                                            | 128.4                                            | 142.2                                            | 142.1                                            | 134.2                                            | 1,845.7                                          |
| 出典：気象庁                                     |                                                  |                                                  |                                                  |                                                  |                                                  |                                                  |                                                  |                                                  |                                                  |                                                  |                                                  |                                                  |                                                  |

### 人口
製鉄業が盛んで一時期は人口が9万人以上であったが、高炉の休止、さらには東日本大震災によって人口減少し、2024年（令和4年）11月末時点では最盛期の3分の1の 29,014人である。
2015年（平成27年）国勢調査より前回調査からの人口増減をみると、7.00％減の36,802人であり、増減率は県下33市町村中17位。
| |                                        |  |
| 釜石市と全国の年齢別人口分布（2005年） | 釜石市の年齢・男女別人口分布（2005年） |  |
| ■紫色 ― 釜石市 ■緑色 ― 日本全国 | ■青色 ― 男性 ■赤色 ― 女性              |  |
| 釜石市（に相当する地域）の人口の推移 \| 1970年（昭和45年） \| 72,923人 \| \| \| 1975年（昭和50年） \| 68,981人 \| \| \| 1980年（昭和55年） \| 65,250人 \| \| \| 1985年（昭和60年） \| 60,007人 \| \| \| 1990年（平成2年） \| 52,484人 \| \| \| 1995年（平成7年） \| 49,447人 \| \| \| 2000年（平成12年） \| 46,521人 \| \| \| 2005年（平成17年） \| 42,987人 \| \| \| 2010年（平成22年） \| 39,574人 \| \| \| 2015年（平成27年） \| 36,802人 \| \| \| 2020年（令和2年） \| 32,078人 \| \| |                                        |  |
| 総務省統計局 国勢調査より |                                        |  |
| 1970年（昭和45年） | 72,923人                               |  |
| 1975年（昭和50年） | 68,981人                               |  |
| 1980年（昭和55年） | 65,250人                               |  |
| 1985年（昭和60年） | 60,007人                               |  |
| 1990年（平成2年） | 52,484人                               |  |
| 1995年（平成7年） | 49,447人                               |  |
| 2000年（平成12年） | 46,521人                               |  |
| 2005年（平成17年） | 42,987人                               |  |
| 2010年（平成22年） | 39,574人                               |  |
| 2015年（平成27年） | 36,802人                               |  |
| 2020年（令和2年） | 32,078人                               |  |

### 隣接自治体
- 岩手県
  - 遠野市
  - 大船渡市
  - 上閉伊郡大槌町
  - 気仙郡住田町

## 歴史

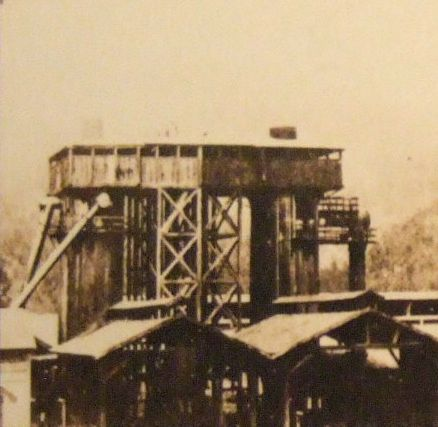
釜石鉱山田中製鉄所（1894年）

古くは三陸地方の小さな漁村であったが、幕末に盛岡藩士の大島高任が日本初の商用高炉（後の世界遺産・橋野高炉跡）を成功させたのを嚆矢として、明治政府により日本初の官営製鉄所（後に釜石鉱山田中製鉄所に民営移管）が建設され、日本の近代製鉄発祥の地となった。また釜石港で日本の海図の第1号が作成されている。
1880年（明治13年）9月に操業開始した官営製鉄所は、必要な木炭の供給不足や火事などで残念ながら僅か97日で操業を停止。1882年（明治15年）3月に操業再開するも再び不具合があり同年12月に廃止が決定した。また1882年夏にはコレラの大流行があり、翌年4月の勘兵衛火事では石応寺本堂を含む600軒が焼けている。
廃止された製鉄所や鉱山に残る設備等の払い下げが始まる中、製鉄所そのものの再興に手を挙げたのが東京の田中長兵衛であった。娘婿の横山久太郎が派遣され、およそ2年にわたる苦闘の末に銑鉄の継続的な生産に成功。1887年（明治20年）7月に釜石鉱山田中製鉄所が発足し、横山が所長に任命された。
1894年（明治27年）には国内初のコークス銑の生産に成功。1901年（明治34年）2月、官営八幡製鐵所の操業開始にあたっては選抜された7名の熟練高炉作業者が派遣された。二代目・田中長兵衛が病没した1924年（大正13年）3月には三井鉱山に経営が移譲され、釜石鉱山株式会社が設立された。
太平洋戦争では米軍による釜石艦砲射撃により市街地が壊滅するも戦後に復興し、日本がオリンピック景気で建設需要の高まった最盛期には人口が9万人を超えるなど、東北有数の重工業都市となった。また新日本製鐵釜石製鐵所（現日本製鉄北日本製鉄所釜石地区）の実業団チーム「新日鉄釜石ラグビー部」は、1978年から1984年にかけて日本選手権7連覇を達成し、その強さから「北の鉄人」と呼ばれ、日本ラグビー史に一時代を築いたチームとなった。その後、1988年～1994年にかけて同じく7連覇した神戸製鋼と共に、40年以上を経た現在もこの記録は破られていない。
「釜石」の地名は、アイヌ語の「クマ・ウシ」（魚を干す場所があるところ）に由来するという説や、また仙人峠の麓の甲子川沿いにある巨岩を釜に見立てたことにちなむという説などがあるが、いずれも定説とはなっていない。

### 沿革

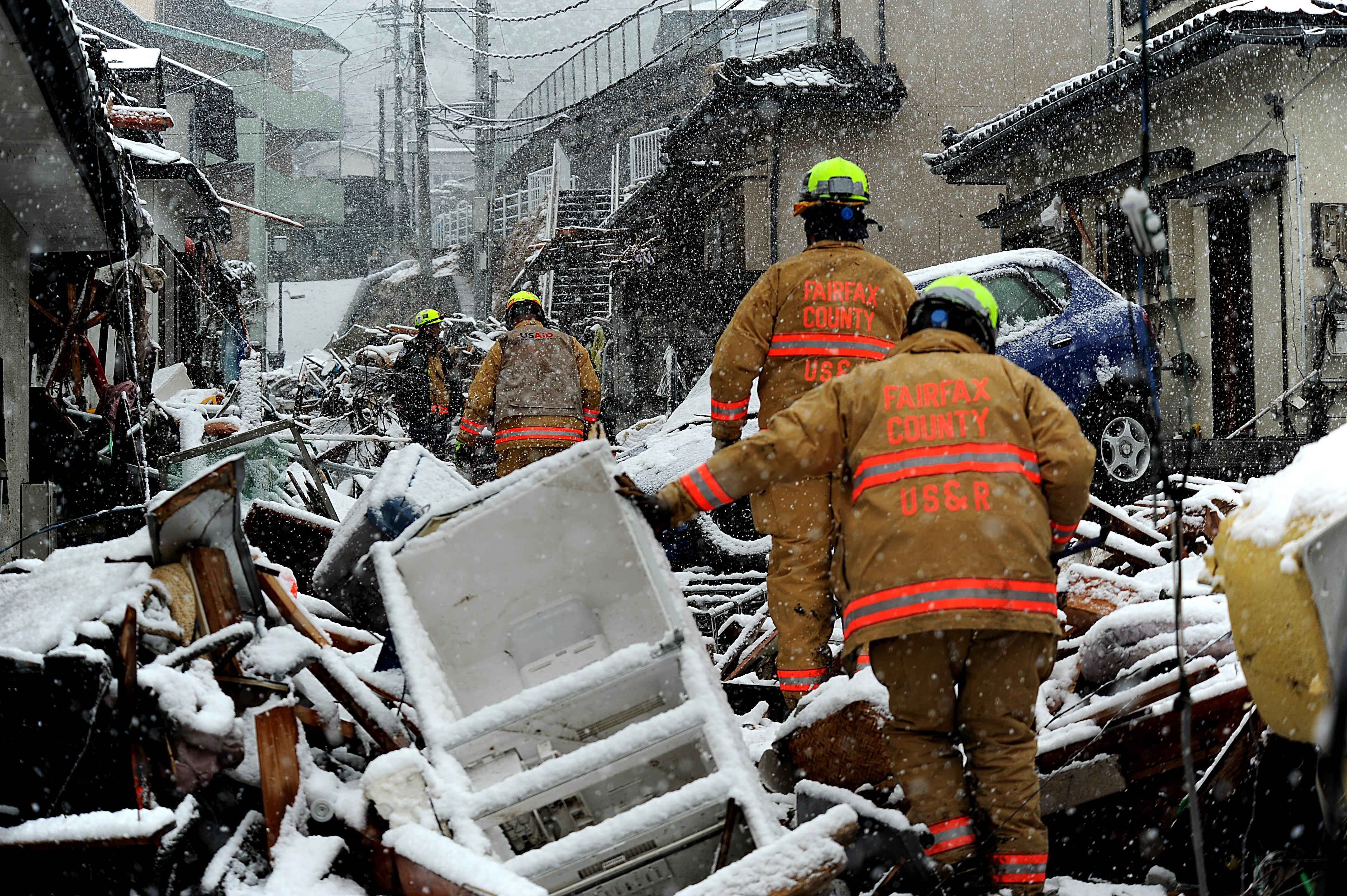
東日本大震災で津波によって被害を受けた釜石市の様子（2011年3月16日）

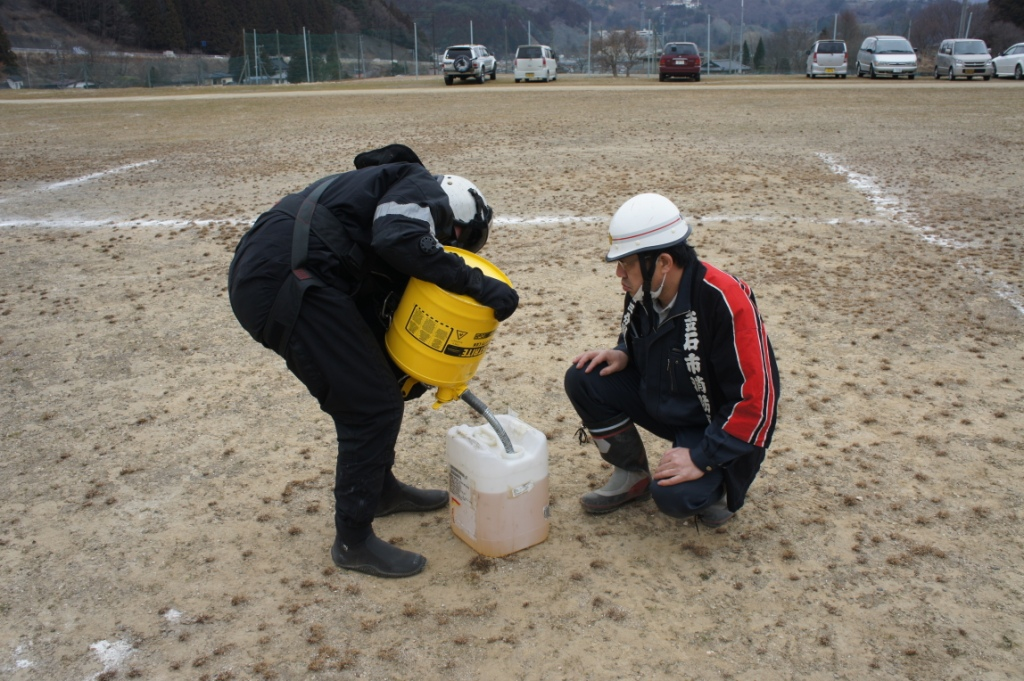
東日本大震災におけるトモダチ作戦でプレブル (DDG-88)航空隊員から暖房用の軽油を提供される釜石市消防団（2011年3月15日）

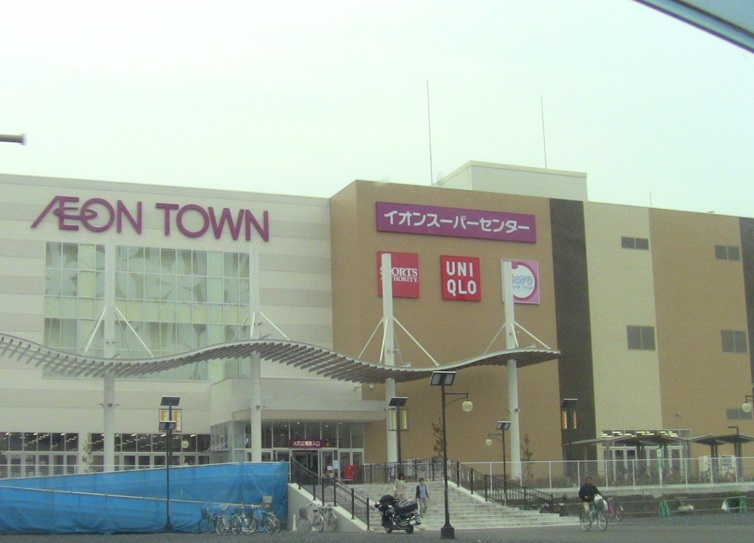
イオンタウン釜石

- 1889年（明治22年）4月1日 - 町村制が施行。
  - 釜石村と平田村が合併し、南閉伊郡釜石町が成立。
  - 甲子村が単独で村制施行し、南閉伊郡甲子村が成立。
  - 旧・鵜住居村、片岸村、両石村、箱崎村が合併し、南閉伊郡鵜住居村が成立。
  - 栗林村と橋野村が合併し、南閉伊郡栗橋村が成立。
  - 唐丹村が単独で村制施行し、気仙郡唐丹村が成立。
- 1897年（明治30年）4月1日 - 郡の統合により南閉伊郡と西閉伊郡が合併し、上閉伊郡となる[4]。
- 1937年（昭和12年）5月5日 - 釜石町が単独市制施行し、釜石市となる[5]。市章を制定[6][7]、河北新報社が「釜石市民歌」（作詞：広瀬喜志、作曲：古関裕而）を選定する[8]。
- 1943年（昭和18年）11月22日 - 未明に釜石五地割から出火し、同地区西手一帯に延焼。焼失戸数230戸（177棟）に及ぶ大火となった[9]。
- 1945年（昭和20年）7月14日・8月9日 - 太平洋戦争末期に2度の艦砲射撃で市街地、製鐵所が壊滅的な被害を受ける（釜石艦砲射撃）。
- 1947年（昭和22年）8月8日 - 昭和天皇の戦後巡幸。製鉄所、税関などに行幸[10]。
- 1955年（昭和30年）4月1日 - 旧・釜石市、甲子村、鵜住居村、栗橋村、唐丹村が合併[5]。
- 1959年（昭和34年）7月24日 - 平和都市を宣言[11]。
- 1960年（昭和35年）7月 - ポリオが流行。葛巻、大槌両町と合わせて感染者227人に及んだ[12]。
- 1962年（昭和37年）3月29日 - 安全都市を宣言[13]。
- 1975年（昭和50年）4月1日 - 市花・市木・市鳥を制定[14]。市民憲章を制定[15]。
- 1976年（昭和51年）1月2日 - 市内中心部で火災。及新百貨店などに延焼して14棟が焼失。また、約1 km離れた山林にも飛び火して山火事となり、約120 haが焼失[16]。
- 2003年（平成15年）5月26日 - 午後6時24分の三陸南地震で只越町で震度5強を観測。
- 2008年（平成20年）7月24日 - 午前0時26分の岩手県沿岸北部地震で中妻町で震度5強、只越町で震度5弱を観測。
- 2011年（平成23年）3月11日 - 東日本大震災による津波で壊滅的な被害を受ける。巨大津波などの水害に耐えられるよう設計され2008年に竣工した釜石港湾口防波堤も決壊した。
- 2014年（平成26年）3月 - 震災復興事業として誘致したイオンタウン釜石がオープン。
- 2015年（平成27年）
  - 3月2日 - 2019年に日本で開催されるラグビーワールドカップの開催地に決定[17]。
  - 7月5日 - 橋野高炉跡および関連施設を含んだ明治日本の産業革命遺産 製鉄・製鋼、造船、石炭産業が世界遺産に登録される[18]。
- 2019年（平成31年）
  - 3月9日 - 釜石自動車道が全線開通。
  - 11月3日 - ワールドラグビーよりラグビー界に貢献した個人・団体に贈られる「キャラクター賞」に市が選出。東日本大震災からの復興を通じてラグビーの価値を高めたことが理由。

## 行政
- 市長：小野共（2023年11月18日就任、1期目）[19]

| 代 | 氏名         | 就任日                    | 退任日                    | 備考                                         |
| -- | ------------ | ------------------------- | ------------------------- | -------------------------------------------- |
| 1  | 小野寺有一   | 1937年（昭和12年）6月12日 | 1941年（昭和16年）5月11日 |                                              |
| 2  | 小野寺有一   | 1941年（昭和16年）5月12日 | 1942年（昭和17年）4月20日 |                                              |
| 3  | 小野寺有一   | 1942年（昭和17年）5月11日 | 1946年（昭和21年）5月10日 |                                              |
| 4  | 沢田権左エ門 | 1947年（昭和22年）1月8日  | 1947年（昭和22年）3月19日 |                                              |
| 5  | 沢田権左エ門 | 1947年（昭和22年）4月5日  | 1951年（昭和26年）4月4日  |                                              |
| 6  | 沢田権左エ門 | 1951年（昭和26年）4月23日 | 1955年（昭和30年）3月31日 | 合併に伴う新・釜石市発足により任期途中で失職 |

| 代 | 氏名       | 就任日                     | 退任日                     | 備考           |
| -- | ---------- | -------------------------- | -------------------------- | -------------- |
| 1  | 鈴木東民   | 1955年（昭和30年）5月18日  | 1959年（昭和34年）5月17日  |                |
| 2  | 鈴木東民   | 1959年（昭和34年）5月18日  | 1963年（昭和38年）5月17日  |                |
| 3  | 鈴木東民   | 1963年（昭和38年）5月18日  | 1967年（昭和42年）5月17日  |                |
| 4  | 栗沢勇治   | 1967年（昭和42年）5月18日  | 1971年（昭和46年）5月17日  |                |
| 5  | 栗沢勇治   | 1971年（昭和46年）5月18日  | 1975年（昭和50年）5月17日  |                |
| 6  | 浜川才治郎 | 1975年（昭和50年）5月18日  | 1979年（昭和54年）5月17日  |                |
| 7  | 浜川才治郎 | 1979年（昭和54年）5月18日  | 1983年（昭和58年）5月17日  |                |
| 8  | 浜川才治郎 | 1983年（昭和58年）5月18日  | 1987年（昭和62年）5月17日  |                |
| 9  | 野田武義   | 1987年（昭和62年）5月18日  | 1991年（平成3年）5月17日   |                |
| 10 | 野田武義   | 1991年（平成3年）5月18日   | 1995年（平成7年）5月17日   |                |
| 11 | 野田武義   | 1995年（平成7年）5月18日   | 1999年（平成11年）5月17日  |                |
| 12 | 小野信一   | 1999年（平成11年）5月18日  | 2003年（平成15年）5月17日  |                |
| 13 | 小沢和夫   | 2003年（平成15年）5月18日  | 2007年（平成19年）5月17日  |                |
| 14 | 小沢和夫   | 2007年（平成19年）5月18日  | 2007年（平成19年）10月2日  | 任期途中で死去 |
| 15 | 野田武則   | 2007年（平成19年）11月18日 | 2011年（平成23年）11月17日 |                |
| 16 | 野田武則   | 2011年（平成23年）11月18日 | 2015年（平成27年）11月17日 |                |
| 17 | 野田武則   | 2015年（平成27年）11月18日 | 2019年（令和元年）11月17日 |                |
| 18 | 野田武則   | 2019年（令和元年）11月18日 | 2023年（令和5年）11月17日  |                |
| 19 | 小野共     | 2023年（令和5年）11月18日  | （現職）                   |                |

### 市章
中央はカマ（釜）、輪郭は海の防波堤ならびに鉄を表し、みなと釜石と鉄都を表徴するとともに、釜石の振興発展を意味する。1937年（昭和12年）の単独市制施行と同時に制定。

### 市の花・木・鳥
- 市の花：はまゆり（正式名は「スカシユリ」）[21]
- 市の木：タブノキ[21]
- 市の鳥：オオミズナギドリ[21]

### 市民歌
- 釜石市民歌

作詞：広瀬喜志、作曲：古関裕而。1937年（昭和12年）の市制施行を記念し、河北新報社の事業で作成された。

### イメージキャラクター
- かまリン

平成19年の3大基盤整備（仙人峠道路・湾口防波堤・公共ふ頭）完成・市制施行70周年・近代製鉄150周年を記念として、イメージキャラクターのデザイン・愛称を募集し、“かまリン”が決定。特別住民票が交付されている。

### 消防
- 釜石大槌地区行政事務組合消防本部
  - 釜石消防署

### 不祥事
2022年、総務企画部の40代女性係長と建設部の40代男性主査が全市民3万人の住民基本台帳や作成したデータ、600人分のマイナンバーなどを自宅のパソコンにメールで送信したり、お互いに送り合ったりするなどの個人情報の持ち出し行為を行っていたことが発覚。市はこの職員2人を懲戒免職とした。これらの情報漏洩は遅くとも2015年から繰り返し行われていた。またこの職員2人から情報漏洩を受けていた市民生活部の40代の主査が3か月の停職処分となった。これらの情報は関係した職員以外の外部への流出は確認されていない。市では副市長を委員長として「釜石市個人情報漏えい調査委員会」を設置し、2023年5月1日付で調査結果を公表した。

## 国・県の機関

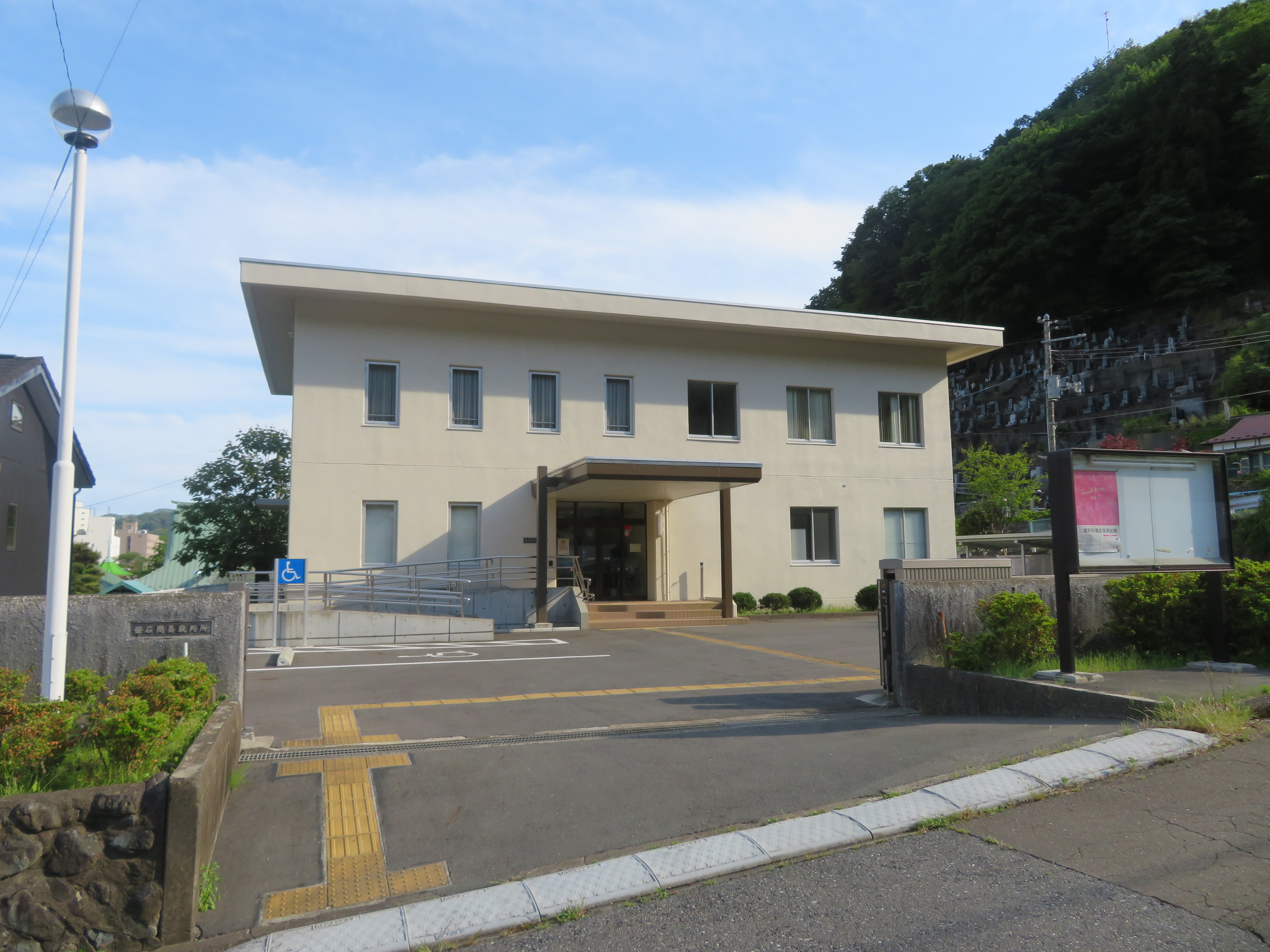
釜石簡易裁判所

### 国の機関
- 復興庁岩手復興局
- 釜石区検察庁
- 財務省函館税関釜石税関支署
- 国税庁仙台国税局釜石税務署
- 厚生労働省岩手労働局釜石労働基準監督署
- 厚生労働省岩手労働局釜石公共職業安定所
- 林野庁東北森林管理局三陸中部森林管理署釜石森林事務所
- 国土交通省東北地方整備局南三陸沿岸国道事務所
- 国土交通省東北地方整備局釜石港湾事務所
- 海上保安庁第二管区海上保安本部釜石海上保安部
- 自衛隊岩手地方協力本部釜石地域事務所

### 裁判所
- 釜石簡易裁判所

### 県の機関
- 岩手県沿岸広域振興局
- 岩手県漁業取締事務所
- 岩手県水産技術センター
- 岩手県釜石保健所
- 岩手県釜石警察署

## 文化・スポーツ施設

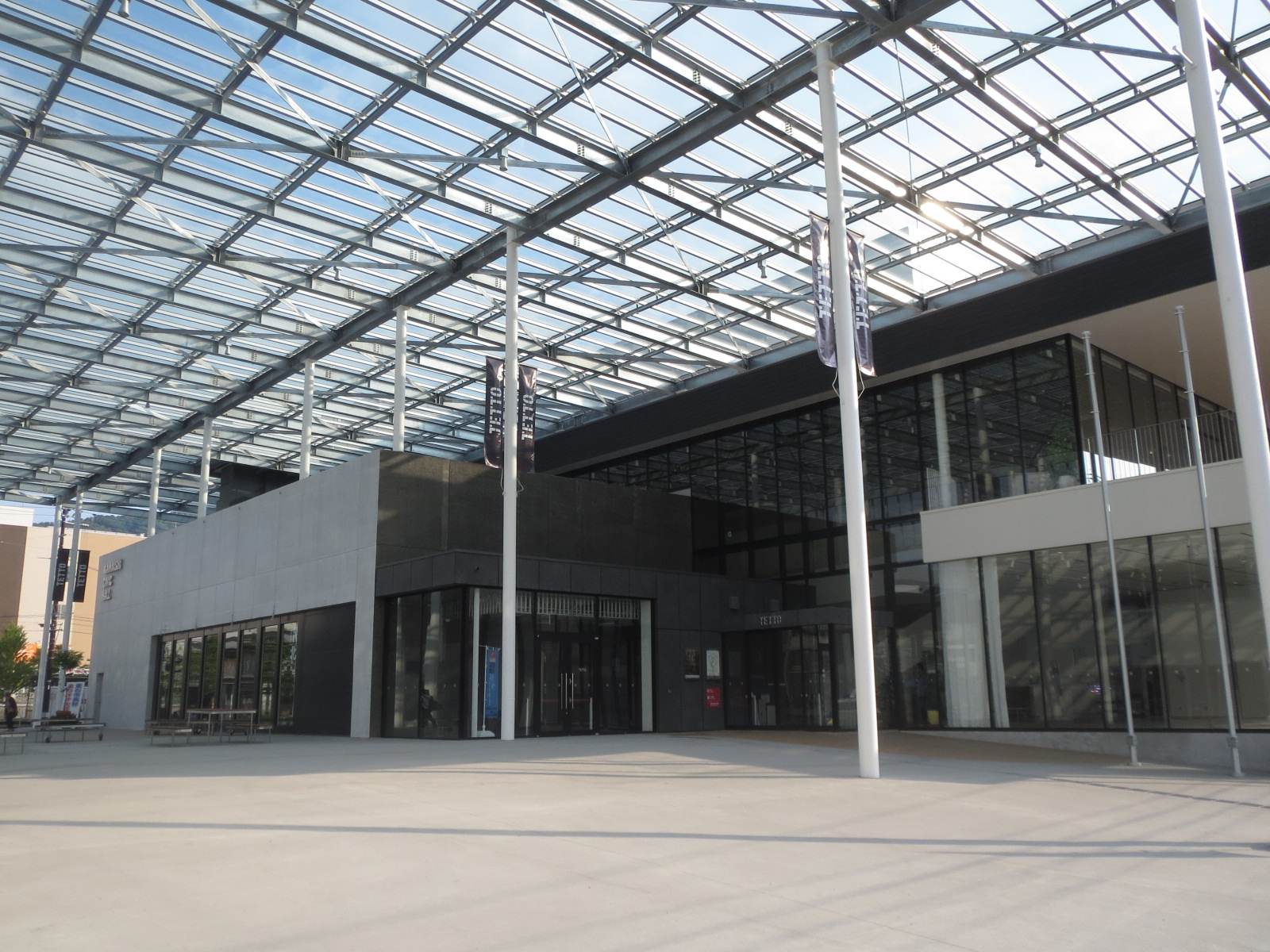
釜石市民ホール

- 釜石市立図書館
- 釜石市民ホール (TETTO)

2011年3月まで旧釜石市民文化会館が存在した。同館は2011年の東日本大震災で被災し2014年に解体された。旧市民文化会館では、自主文化事業として市民手作りの舞台「釜石市民劇場」が開催されていたが、震災以降2017年まではシープラザ遊（現在は解体）を会場として継続していた。2018年12月に市民ホールがオープンし「釜石市民劇場」は2019年2月から釜石市民ホールでの開催となる。ただし自主文化事業ではなくなっている。
- 釜石鵜住居復興スタジアム
- 釜石市民体育館

## 経済

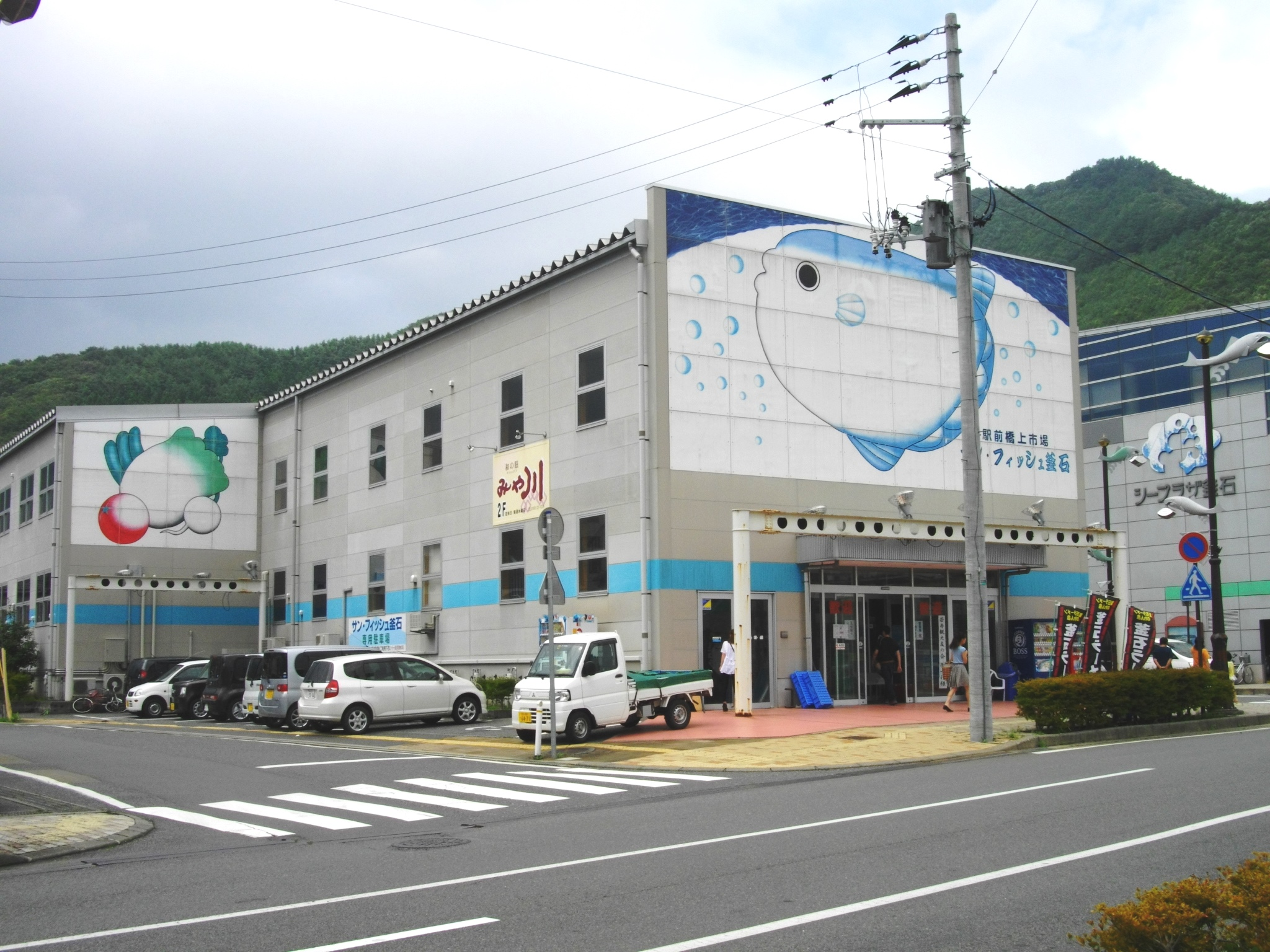
サンフィッシュ釜石（釜石駅前橋上市場）

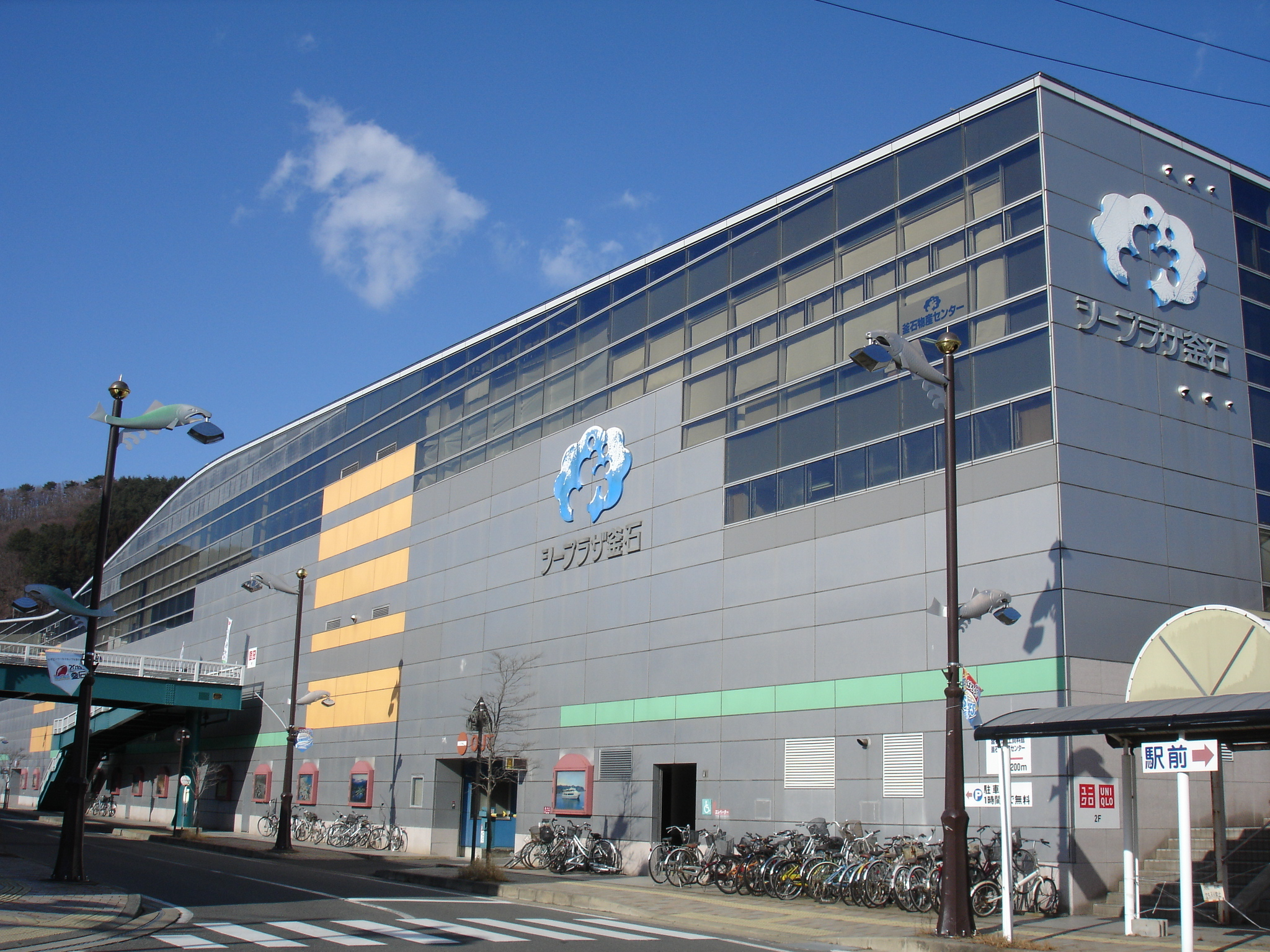
シープラザ釜石

### 産業

#### 製造業
- 日本製鉄北日本製鉄所釜石地区
- SMC釜石工場

#### 漁業
- 釜石漁港

#### 金融機関
銀行
- 岩手銀行
- 東北銀行
- 北日本銀行

協同組織金融機関
- 宮古信用金庫
- 東北労働金庫

農協・生協
- 花巻農業協同組合
- 全国労働者共済生活協同組合連合会

## 郵便
郵便局
- 釜石郵便局（集配局）
- 鵜住居郵便局（集配局）
- 栗橋郵便局（集配局）
- 唐丹郵便局（集配局）

- 釜石平田郵便局
- 釜石鈴子郵便局
- 釜石中妻郵便局

- 釜石小川郵便局
- 小佐野郵便局
- 釜石大橋郵便局

- 洞泉郵便局
- 松倉郵便局
- 釜石浜町郵便局（休止中）

- 釜石松原郵便局（休止中）

簡易郵便局
- 嬉石簡易郵便局
- 釜石野田簡易郵便局

- 栗林簡易郵便局
- 尾崎白浜簡易郵便局

- 片岸簡易郵便局
- 新川原簡易郵便局

- 両石簡易郵便局（休止中）
- 箱崎簡易郵便局

## 姉妹都市・友好都市

### 国内
- 朝日町（富山県下新川郡）

1984年（昭和59年）7月31日友好都市提携
- 東海市（愛知県）

2007年（平成19年）3月24日姉妹都市提携
- 北九州市（福岡県）

2013年（平成25年）2月10日連携協力協定

### 日本国外
- ディーニュ・レ・バン市（フランス共和国 プロヴァンス＝アルプ＝コート・ダジュール地域圏 アルプ＝ド＝オート＝プロヴァンス県）

1994年（平成6年）4月20日姉妹都市提携

## 教育

### 高等学校
公立
- 岩手県立釜石高等学校
- 岩手県立釜石商工高等学校

私立
- 鹿島学園高等学校釜石キャンパス

※以下は廃校
- 岩手県立釜石高等学校〈初代〉（1963年・釜石南高と釜石北高へ分割）
- 岩手県立釜石南高等学校（2008年・統合により釜石高〈2代目〉へ）
- 岩手県立釜石北高等学校（同上）
- 岩手県立釜石商業高等学校（2009年・統合により釜石商工高へ）
- 岩手県立釜石工業高等学校（同上）

### 中学校
- 釜石市立釜石中学校
- 釜石市立甲子中学校
- 釜石市立唐丹中学校
- 釜石市立大平中学校
- 釜石市立釜石東中学校

※以下は廃校
- 釜石市立平田中学校（1963年・大平中へ統合）
- 釜石市立大松中学校（1968年・統合により釜石西中へ）
- 釜石市立大橋中学校（同上）
- 釜石市立尾崎中学校（1969年・大平中へ統合）
- 釜石市立鵜住居中学校（1974年・統合により釜石東中へ）
- 釜石市立箱崎中学校（同上）

- 釜石市立栗林中学校（同上）
- 釜石市立釜石西中学校（1998年・甲子中へ統合）
- 釜石市立釜石第一中学校（2006年・統合により釜石中へ）
- 釜石市立釜石第二中学校（同上）
- 釜石市立小佐野中学校（同上）
- 釜石市立橋野中学校（2007年・釜石東中へ統合）

### 小学校
- 釜石市立釜石小学校
- 釜石市立双葉小学校
- 釜石市立白山小学校
- 釜石市立平田小学校
- 釜石市立小佐野小学校

- 釜石市立甲子小学校
- 釜石市立鵜住居小学校
- 釜石市立栗林小学校
- 釜石市立唐丹小学校

※以下は廃校
- 釜石市立橋野小学校和山分校（1971年・橋野小へ統合）
- 釜石市立大橋小学校（1973年・大松小へ統合）
- 釜石市立鵜住居小学校室浜分校（1974年・鵜住居小へ統合）
- 釜石市立鵜住居小学校両石分校（同上）
- 釜石市立甲子小学校鍋倉分校（1976年・甲子小へ統合）
- 釜石市立橋野小学校青ノ木分校（1977年・橋野小へ統合）
- 釜石市立橋野小学校中村分校（同上）

- 釜石市立橋野小学校横内分校（同上）
- 釜石市立鵜住居小学校外山分校（1981年・鵜住居小へ統合）
- 釜石市立唐丹小学校荒川分校（1982年・唐丹小へ統合）
- 釜石市立大石小学校（2001年・唐丹小へ統合）
- 釜石市立中妻小学校（2002年・統合により双葉小へ）
- 釜石市立八雲小学校（同上）
- 釜石市立釜石小学校〈旧〉（2003年・統合により釜石小〈新〉へ）

- 釜石市立大渡小学校（同上）
- 釜石市立小佐野小学校〈旧〉（2005年・統合により小佐野小〈新〉へ）
- 釜石市立小川小学校（同上）
- 釜石市立大松小学校（2007年・甲子小へ統合）
- 釜石市立箱崎小学校（2007年・鵜住居小へ統合）
- 釜石市立白浜小学校（2010年・同上）
- 釜石市立橋野小学校（2010年・栗林小へ統合）

### 特別支援学校
- 岩手県立釜石祥雲支援学校

## 文化財など
国の史跡
- 橋野高炉跡（世界遺産「明治日本の産業革命遺産 製鉄・製鋼、造船、石炭産業」の構成資産の1つ）

国の天然記念物
- 三貫島（オオミズナギドリおよびヒメクロウミツバメ繁殖地）

県指定文化財
- 紙本「両鉄鉱山御山内並高炉之図」
- 刀「銘 新藤源義國」
- 星座石と陸奥州気仙郡唐丹村測量之碑
- 栗林銭座跡

## 交通

### 鉄道
- 東日本旅客鉄道（JR東日本）

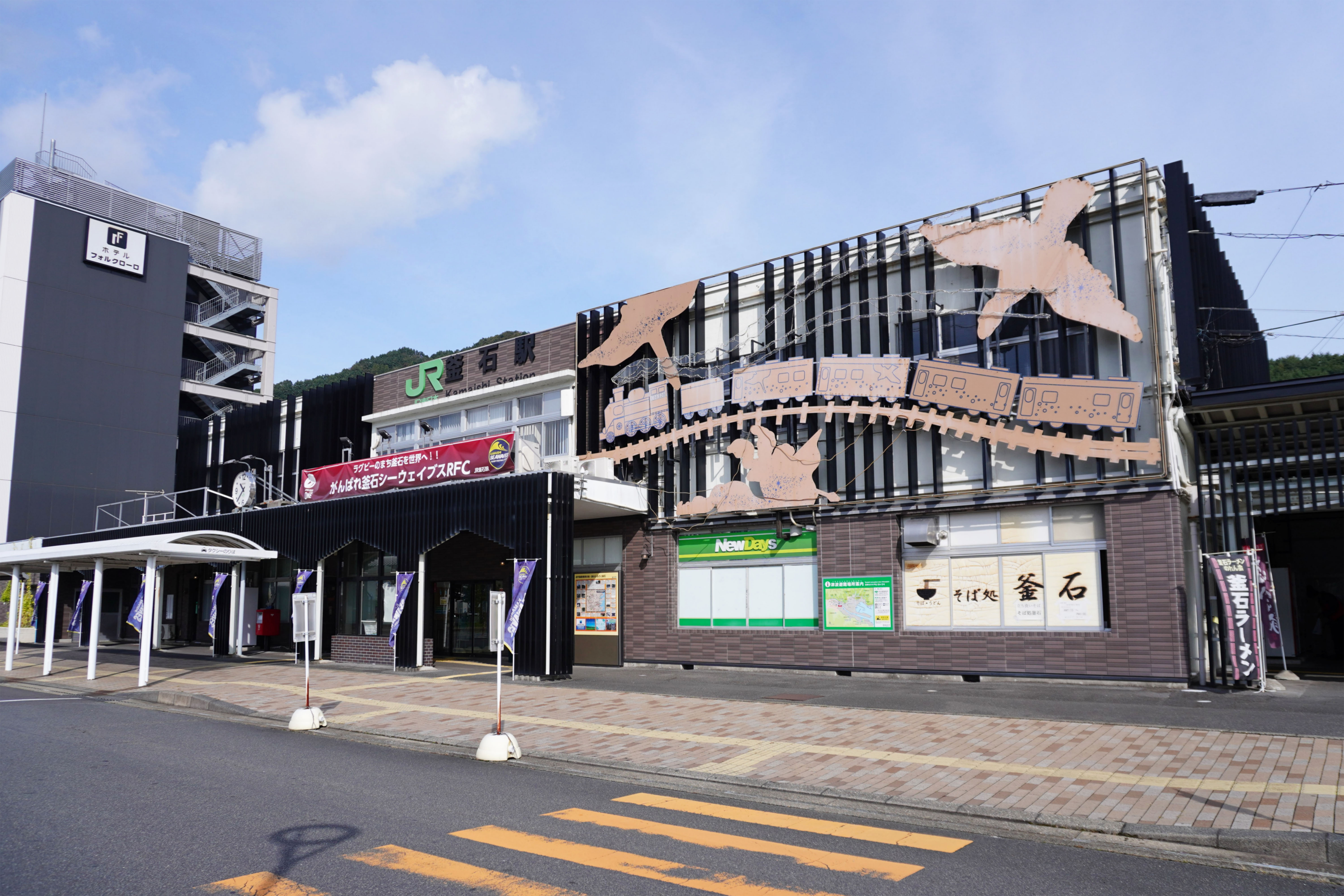
釜石駅

  - 釜石線：陸中大橋駅 - 洞泉駅 - 松倉駅 - 小佐野駅 - 釜石駅
- 三陸鉄道
  - リアス線：唐丹駅 - 平田駅 - 釜石駅 - 両石駅 - 鵜住居駅
- 中心となる駅：釜石駅

1880年（明治13年） - 1883年（明治16年）と1893年（明治26年） - 1965年（昭和40年）には、釜石 - 陸中大橋間に現在の釜石線と並行して鉱石輸送のための専用鉄道が存在した。釜石鉱山鉄道を参照。

### 都市間バス
- 岩手県交通単独運行
  - 岩手県交通#けせんライナー（大船渡経由）：池袋ゆき
- 岩手県交通・宮城交通共同運行
  - 仙台 - 釜石線： 仙台ゆき

※以下は廃止
- 岩手県交通・国際興業バス共同運行
  - 岩手県交通#遠野・釜石号（遠野経由）：上野・秋葉原・池袋ゆき（2024年3月31日廃止）

### 路線バス
- 岩手県交通
  - 広域路線バス（赤浜行、浪板行）
  - かまいしまるごとコミュニティバス（釜石市内路線）

### 廃止代替バス
2019年6月1日、かまいしまるごとコミュニティバスの一部路線の廃止を受けて、末端区間の代替バスの運行を開始した。

#### 釜石市北部コミュニティバス
運行委託：岩手旅行社
- 鵜住居駅 - 長持 - 板割 - 沢田 - どんぐり広場前 - 橋野 - 中村
- ○鵜住居駅 - 長持 - 板割 - 沢田 - どんぐり広場前
- ●鵜住居駅 - 長持 - さんあいセンター - 沢田 - どんぐり広場前 - 橋野 - 中村 - 青ノ木
  - ○は平日のみ運行。
  - ●は月曜・木曜のみ運行。
  - 釜石市内に向かう場合は、鵜住居駅で三陸鉄道リアス線または岩手県交通「上大畑」行に乗り換えとなる。

#### 釜石市南部コミュニティバス
運行委託 : 岩手旅行社・釜石タクシー
- ●上平田 - 平田第6 - 花露辺 - 花露辺復興公園 - 唐丹小中学校前 - 川目仮設 - 山谷 - 荒川集会所 - 荒金砂防ダム
- ○上平田 - 平田第6 - 花露辺 - 花露辺復興公園 - 唐丹小中学校前 - 荒川集会所（●- 荒金砂防ダム）
- ○上平田 - 平田第6 - 花露辺 - 川目仮設 - 荒川集会所
- ○上平田 - 平田第6  - 唐丹小中学校前 - 川目仮設（●- 山谷）
- 上平田 - 本郷入口 - 花露辺 - 唐丹小中学校前 - 川目仮設 - 荒川集会所 - 大石
- 上平田 - 本郷入口 - 北小白浜 - 唐丹駅前 - 荒川集会所 - 大石 
  - ○は平日のみ運行。
  - ●は水曜・金曜のみ運行。
  - 釜石市内に向かう場合は、上平田で岩手県交通「上大畑」行に乗り換えとなる。

#### にこにこバス
始発の1時間前までに事前登録と予約が必要。ただし、土・日・祝日利用の場合は前営業日までとなっている。
太字で乗降する場合は前日、または前営業日までに予約が必要。

##### 箱崎・室浜方面
- 仮宿 - 旧保育園上 - 箱崎白浜 - 桑ノ浜 - 鵜住居駅 - 日向転回所 - 片岸 - 室浜集会所
- 仮宿 - 旧保育園上 - 箱崎白浜 - 桑ノ浜 - 鵜住居駅 - 日向転回所
  - 釜石市内に向かう場合は、鵜住居駅で三陸鉄道リアス線または岩手県交通「上大畑」行に乗り換えとなる。

##### 佐須方面
- 上平田 - 尾崎白浜 - 佐須
  - 釜石市内に向かう場合は、上平田で岩手県交通「上大畑」行に乗り換えとなる。

### 道路

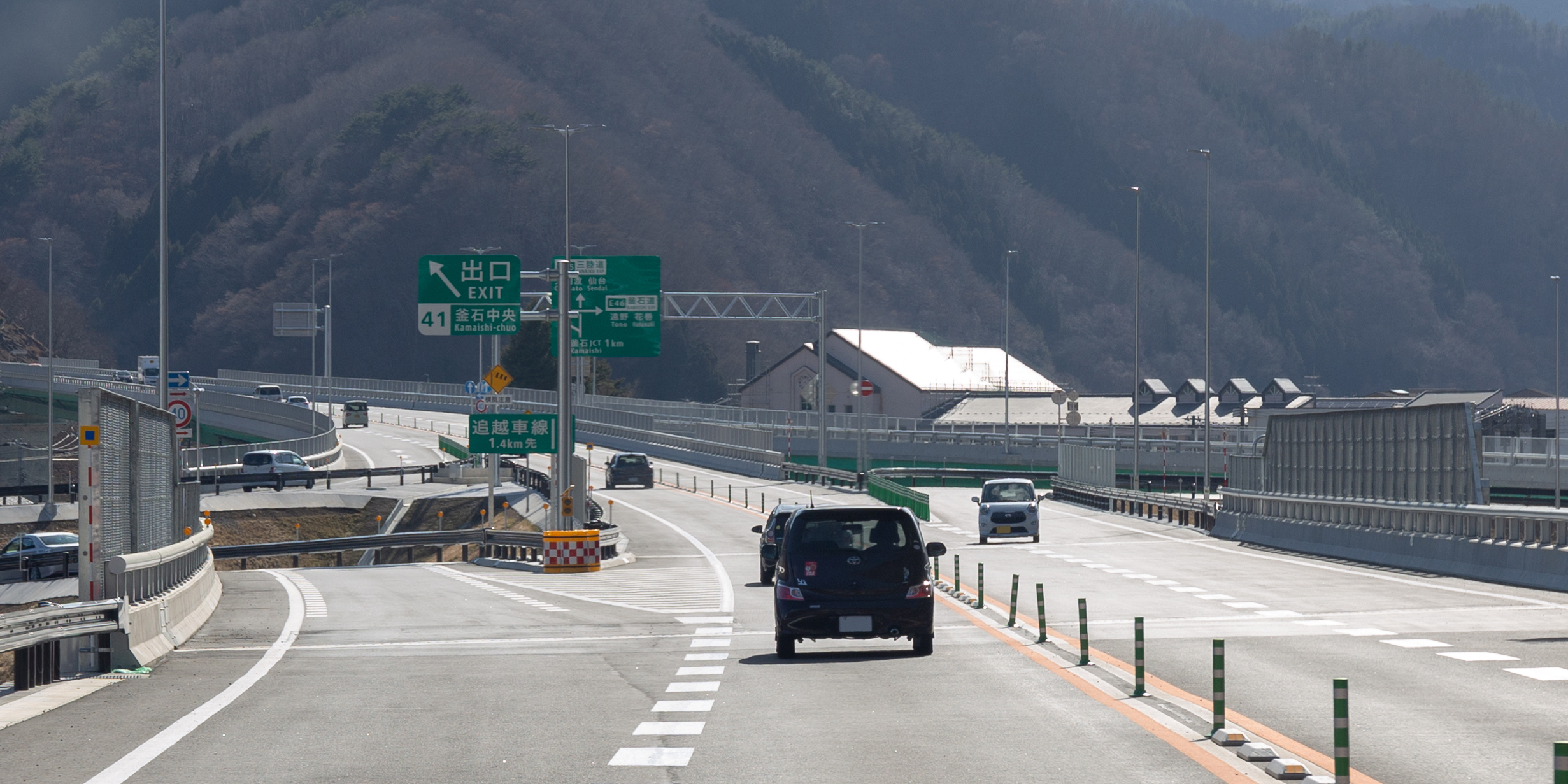
釜石中央IC

#### 高速道路
高速自動車国道に並行する一般国道自動車専用道路
- E46 釜石自動車道（東北横断自動車道釜石秋田線）
  - 一般国道283号仙人峠道路
    - （気仙郡住田町）- (8) 釜石仙人峠IC

  - 一般国道283号釜石道路
    - (8) 釜石仙人峠IC - (40) 釜石JCT

一般国道自動車専用道路（B路線）
- E45 三陸沿岸道路
  - 一般国道45号吉浜釜石道路
    - （大船渡市）- (38) 釜石南IC (39) 釜石唐丹IC - (40) 釜石JCT

  - 一般国道45号釜石山田道路
    - (40) 釜石JCT - (41) 釜石中央IC - (42) 釜石両石IC - (43) 釜石北IC

#### 一般国道
- 国道45号
- 国道283号
  - 道の駅釜石仙人峠

#### 県道
主要地方道
- 岩手県道4号釜石港線
- 岩手県道35号釜石遠野線

一般県道
- 岩手県道146号鵜住居停車場線
- 岩手県道167号釜石住田線
- 岩手県道193号唐丹日頃市線
- 岩手県道231号吉里吉里釜石線
- 岩手県道242号水海大渡線
- 岩手県道249号桜峠平田線
- 岩手県道250号吉浜上荒川線

### 港湾
- 釜石港（重要港湾）

## 報道・通信

### マスメディア

#### 放送局
テレビ
- テレビ岩手沿岸支社 釜石支局[26]
- iBC岩手放送東部支社[27]
- 三陸ブロードネット [28]

過去のテレビ
- NHK盛岡放送局釜石報道室
- めんこいテレビ釜石支局[29]

#### 新聞社
- 読売新聞釜石支局[30]
- 朝日新聞釜石支局[31]
- 岩手日報社釜石支局[32]

過去の新聞社
- 岩手東海新聞（東日本大震災で被災し廃刊）
- 復興釜石新聞[33]
- 河北新報社盛岡総局 釜石支局[34]（2021年3月休止）

## 名所・旧跡・観光

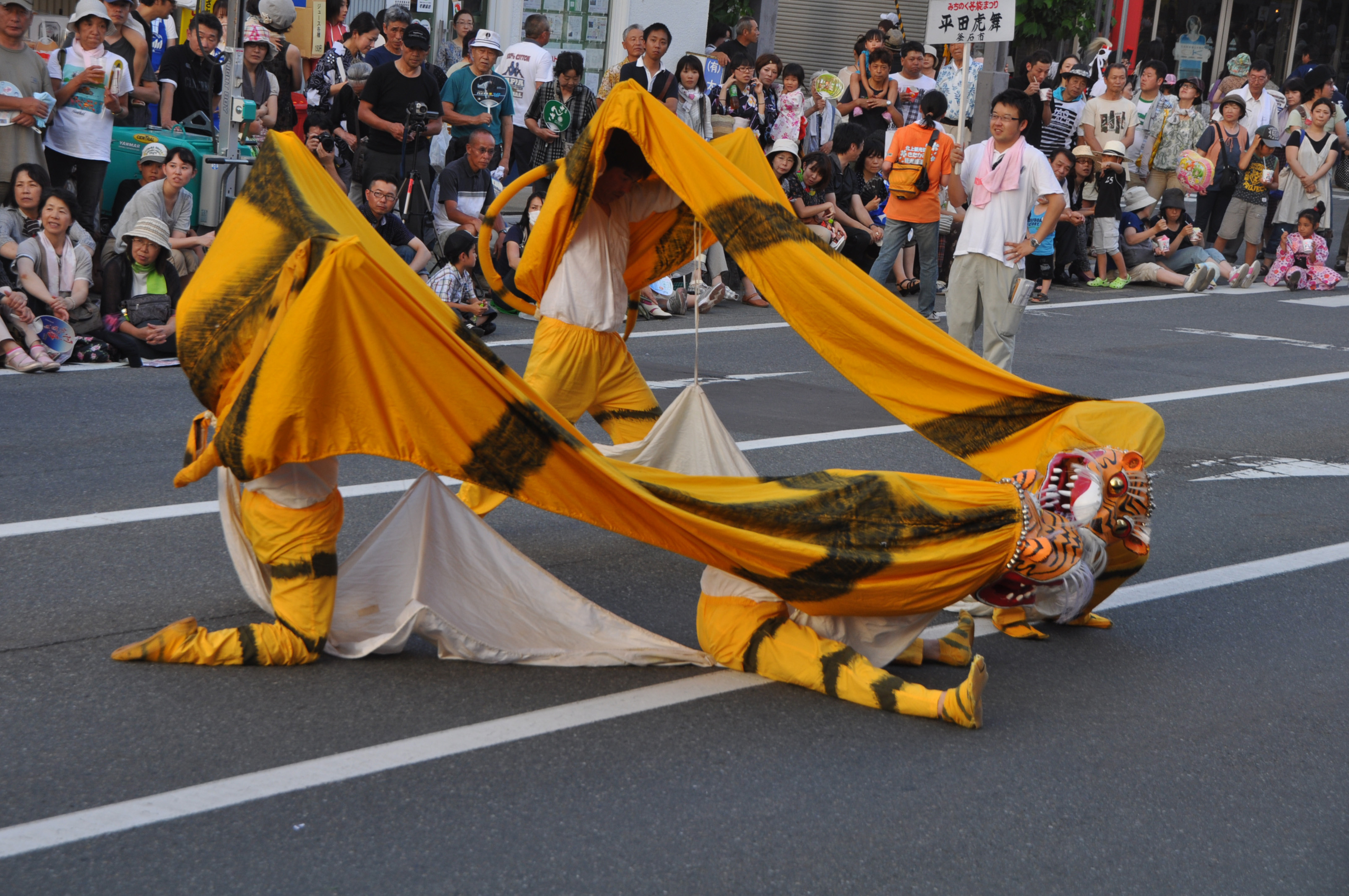
釜石の虎舞（北上・みちのく芸能まつりにて）

- 橋野高炉跡
- 観光船はまゆり
- 釜石市立鉄の歴史館
- 釜石大観音
- 根浜海水浴場
- 荒川海水浴場
- 尾崎神社
- 釜石製鐡所山神社
- 鵜住神社

### 伝統芸能
- 伝統芸能：虎舞

### 宿泊施設
- ホテルマルエ
- ホテルクラウンヒルズ釜石（旧ホテルサンルート釜石[35]）
- 釜石ステーションホテル
- 釜石ベイシティホテル
- ホテルシーガリアマリン
- ホテルルートイン釜石
- ホテルフォルクローロ三陸釜石
- 陸中海岸グランドホテル

## スポーツチーム
- 日本製鉄釜石シーウェイブス（ラグビー） - 旧：新日本製鐵釜石ラグビー部。
- 日本製鉄釜石サッカー部（サッカー）
- 新日本製鐵釜石硬式野球部（社会人野球） - 1988年に解散。

## 釜石応援ふるさと大使
芸能・芸術・文化・スポーツ・産業・行政などの各分野で活躍している、釜石にゆかりのある県外在住者に委嘱し、釜石の魅力を情報発信してもらうことで釜石のイメージアップを図るとともに、情報提供および助言を得るため設置している。
| No, | 氏名               | 経歴                                                                                                   | 備考               |
| --- | ------------------ | --- | ------------------ |
| 1   | 浅田久美           | アテネ・北京五輪 ウェイトリフティング競技女子日本代表チーム監督など歴任                                | 釜石市出身         |
| 2   | 阿部征次           | 前東京女子体育大学学長                                                                                 | 釜石市出身         |
| 3   | あんべ光俊         | シンガーソングライター、音楽プロデューサー                                                             | 釜石市出身         |
| 4   | 池田肇             | 東京交響楽団首席オーボエ奏者                                                                           | 釜石市出身         |
| 5   | 石森寛             | 釜石はまゆり会会長、東京岩手美術会代表、日本美術家連盟会員、画家                                       | 釜石市出身         |
| 6   | 猪瀬迪夫           | 元釜石製鐵所所長、元日鉄エンジニアリング株式会社常務、元東京製鋼株式会社社長、アフリカ国連MDGs特別大使 |                    |
| 7   | 大久保晋           | ジャパニーズレゲエ・ベーシスト、整体師                                                                 | 釜石市出身         |
| 8   | 小形博行           | エスビー食品株式会社代表取締役社長                                                                     | 釜石市出身         |
| 9   | 小野崎敏           | 日鉄鉱業株式会社名誉顧問、鉱山史研究家、元釜石鉱山株式会社社長                                         |                    |
| 10  | 金山亜希雄         | 元釜石製鐡所所長、前釜石はまゆり会会長                                                                 |                    |
| 11  | きくち教児         | タレント、中京テレビ「おめざめワイド」キャスターなど                                                   | 釜石市出身         |
| 12  | 菊池流帆           | プロサッカー選手                                                                                       | 釜石市出身         |
| 13  | 玄田有史金         | 東京大学社会科学研究所教授（「希望学・釜石調査」「防災危機対応学」など実施）                           |                    |
| 14  | 小山ゆうこ         | メゾソプラノ歌手                                                                                       | 釜石市出身         |
| 15  | 佐々木貴範         | 写真家、「釜石橋上市場-追憶の光景」など出版                                                            | 釜石市出身         |
| 16  | 笹田学             | 明治大学評議員、（公財）日本ラグビーフットボール協会元理事                                             | 岩手県出身         |
| 17  | 柴孝也             | 慈恵会医科大学客員教授                                                                                 | 釜石市出身         |
| 18  | 鈴木秀幸           | 元東海市議会議員                                                                                       | 釜石市出身         |
| 19  | 瀬川爾朗           | 前岩手県人連合会会長、東京大学名誉教授                                                                 | 釜石市出身         |
| 20  | 多田健芳           | 千葉市立花園中学校教師・釜石を題材に社会科授業実践                                                     | 中学まで釜石市在住 |
| 21  | 原口あゆみ         | 声楽家                                                                                                 | 釜石市出身         |
| 22  | 平原綾香           | アーティスト、歌手                                                                                     |                    |
| 23  | 藤原綾子           | 株式会社ユミカツラインターナショナルアクセサリーデザイナー                                             | 釜石市出身         |
| 24  | 松尾雄治           | スクラム釜石キャプテン、元新日鐡釜石ラグビー部監督、元成城大学ラグビー部監督                           |                    |
| 25  | メラニー・ブロック | 在日オーストラリア・ニュージーランド商工会議所 (ANZCCJ) 名誉会頭                                       |                    |
| 26  | 三浦俊也           | 元サッカーベトナム代表監督、前ホーチミン・シティFC監督                                                 | 釜石市出身         |
| 27  | 森重隆             | （公財）日本ラグビーフットボール協会会長、元新日鐵釜石ラグビー部監督、元福岡市教育委員                 |                    |
| 28  | 山田久志           | プロ野球解説者、野球評論家、元富士製鐵釜石野球部投手                                                   |                    |
| 29  | 矢内廣             | ぴあ代表取締役社長、元一般社団法人チームスマイル代表理事                                               |                    |
| 30  | 柚月裕子           | 作家・フリーライター                                                                                   | 釜石市出身         |

## 出身著名人

### 政治・経済・社会
- 大久保隆規 - 政治家
- 小野共 - 政治家（釜石市長）
- 斎藤育夫 - 銀行家（元岩手銀行会長）
- 花川與惣太 - 政治家（元東京都北区長）
- 三笠杉彦 - 実業家、元福岡ソフトバンクホークスGM、ソフトバンク社長
- 三鬼彰 - 実業家、新日本製鐵元会長

### 鉱工業・建築
- 高橋亦助 - 田中鉱山株式会社監査役
- 村井源兵衛 - 釜石鉱山田中製鉄所の機械設備主任

### 学術・文芸
- 板沢武雄 - 歴史学者
- 木村航 - 小説家、ゲームシナリオライター
- 小島良平 - グラフィックデザイナー
- 沢村鐵 - 小説家
- 鈴木裕 - ゲームクリエイター
- 高橋克彦 - 作家
- 柚月裕子 - 小説家・推理作家

### 芸能
- 明日待子 - 女優・日本舞踊家
- あんべ光俊 - シンガーソングライター
- 井上美優（小浜みゆう）- アイドル（ナンもん!メンバー、元AKB48チーム8岩手県代表）
- 王坂 - お笑い芸人（忠犬立ハチ高メンバー）
- 川崎優菜 - アイドル（Pimm'sメンバー）
- きくち教児 - 中京圏で活動するローカルタレント
- 菊地友弘 - 北海道テレビ放送アナウンサー
- 木下歌織 - テレビ信州アナウンサー
- 古新舜 - 映画監督
- 小山怜央 - 将棋棋士
- 佐藤仁哉 - 俳優
- 佐野よりこ - 民謡歌手、ラジオパーソナリティ
- 千葉利助 - 漫画家
- 千葉美加 - アイドル
- 野田喜代志 - エフエム岩手代表取締役社長
- 湊梨紗 - 元アイドル・女優（元いぎなり東北産メンバー）。現役時代はスターダスト仙台に所属。スターダスト所属前、本名の沢田梨水子名義でも何度かテレビ出演していた。
- 萬海歌 - 声優・俳優・ライブアイドル (ripple link)
- 若尾義昭 - 俳優

### スポーツ
- 合澤英旦 - ラグビー選手
- 泉沢彰 - プロ野球選手
- 及川宣士 - プロ野球選手
- 菊池流帆 - サッカー選手
- 金野新 - ラグビー選手
- 佐々木剛 - プロ野球選手
- 澤口誠 - バスケットボール選手
- 瀬戸和則 - プロ野球選手
- 高橋幸二 - プロ野球選手
- 長谷場久美 - 重量挙げ選手
- 三浦俊也 - サッカー指導者

## 釜石市を舞台・モデルにした作品

### 映画
- 釣りバカ日誌6（1993年12月25日公開） - 主演：三國連太郎、西田敏行。釜石市が舞台となり、釜石市民文化会館や花の井ホテル（廃業）が登場し、震災前の釜石市や新日本製鐵釜石製鐵所（現・日本製鉄北日本製鉄所釜石地区）の高炉があった風景を見ることができる[37]。
- 遺体 明日への十日間（2013年2月23日公開） - 主演：西田敏行。東日本大震災の遺体安置所の様子を綴ったルポルタージュ『遺体 震災、津波の果てに』を実写映像化した作品。
- 日本の自転車泥棒（2006年12月1日公開） - 主演：杉本哲太。一部釜石市がロケ地となっている。
- 一陽来復 Lite Goes On（2017年公開） - ナレーター：藤原紀香、山寺宏一。東日本大震災から6年後の岩手県、宮城県、福島県のドキュメンタリー。岩手県は釜石市を取材。
- 影裏（2020年2月14日公開）- 主演：綾野剛、松田龍平。一部釜石市がロケ地となっている。
- 釜石ラーメン物語（2023年7月8日公開）- 主演：井桁弘恵。釜石市の釜石ラーメンに関する物語。

### テレビドラマ
- 火曜サスペンス劇場 地方記者・立花陽介（1994年5月24日放送：日本テレビ系列） - 主演：水谷豊、森口瑤子、片桐竜次。第3作で釜石遠野通信局が舞台となった。新日本製鐵釜石製鐵所の高炉や橋上市場、町並みを見ることができる。
- 官僚たちの夏（2009年7月 - 9月放送：TBS系列） - 主演：佐藤浩市。第9話の松池炭鉱として釜石鉱山がロケ地として使用された。
- 浅見光彦～最終章～（2009年10月 - 12月放送：TBS系列） - 主演：沢村一樹。第3話で釜石市が舞台となり震災前の釜石警察署や釜石港がロケ地となった。
- ミステリー作家・六波羅一輝の推理（第1作）（2010年12月4日放送：テレビ朝日系列） - 主演：上川隆也、横山めぐみ。ある人物を捜索する場面で舞台となる[38]。